# Osenice polní
Osenice polní (Agrotis segetum) je motýl z čeledi můrovití.

## Popis
Přední křídlo měří v průměru 1,5–1,8 cm. Rozpětí křídel je 3,5–4,5 cm. Přední křídla jsou tmavě šedohnědá a obvykle jsou na nich výrazné skvrny různých tvarů. Zadní křídla jsou bílá. U samic jsou po okrajích lemována šedou barvou.

### Housenka
Housenka je až 5 cm dlouhá. Po vylíhnutí má housenka světlemodrou barvu, která postupným vývojem přechází do tmavě šedohnědé. Housenky se líhnou ve dvou generacích, první od září až do dubna, druhá od července až do srpna. Housenky se potýkají s řadou nepřátel. Mohou jimi být ptáci, rejsci, ježci, nebo dokonce jezevci. Největším nepřítelem jsou pro ně lumčíci a plísňové choroby. 

### Motýl

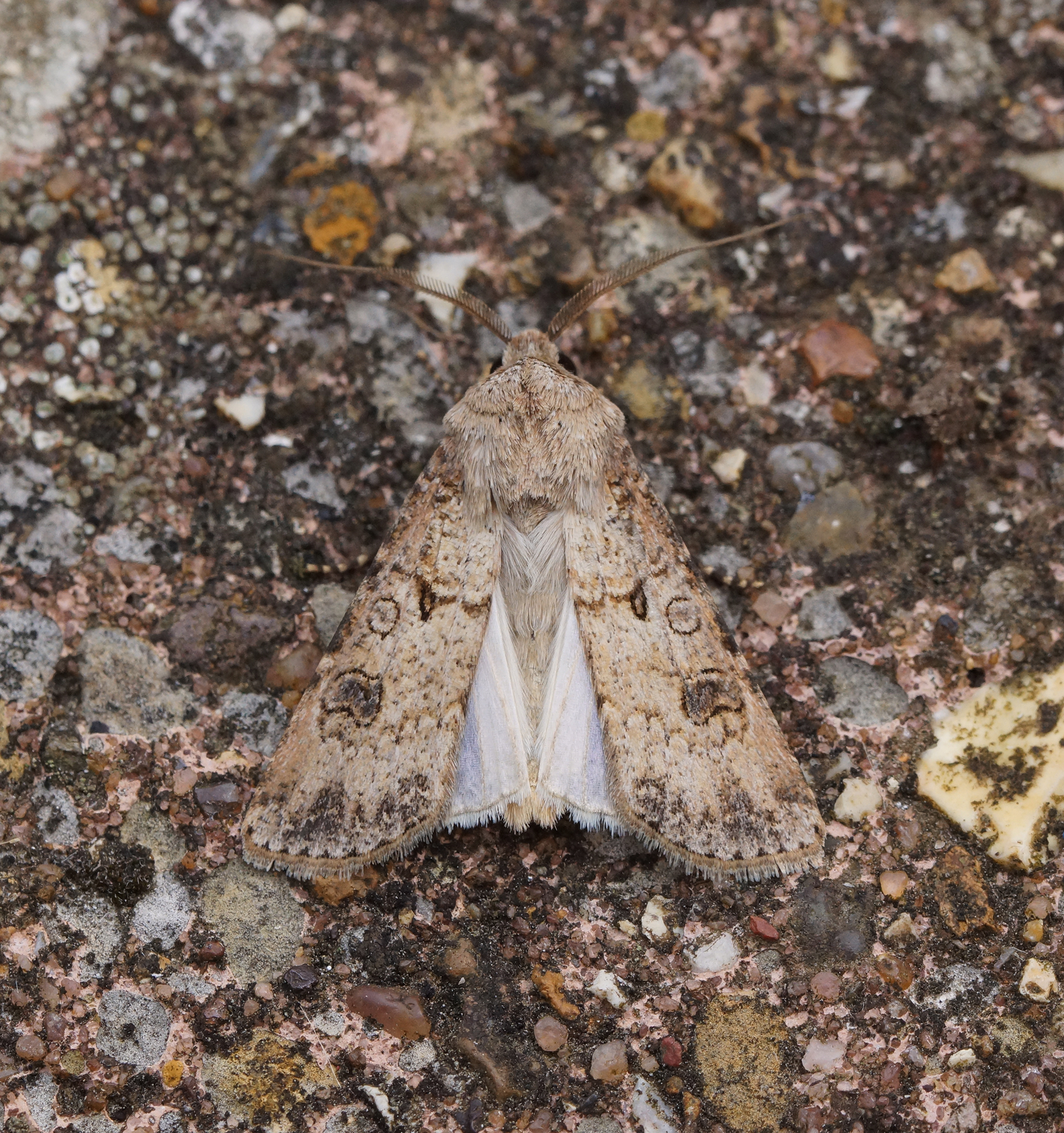
Osenice polní

Osenice polní je dvougenerační. První generace vylétá od poloviny května do konce července. Druhá generace vylétá od konce srpna do listopadu. Samice klade svá vajíčka na jednotlivé hostitelské rostliny. Obvykle klade 100 vajíček, výjimečně může naklást i 1600 vajíček.

## Rozšíření

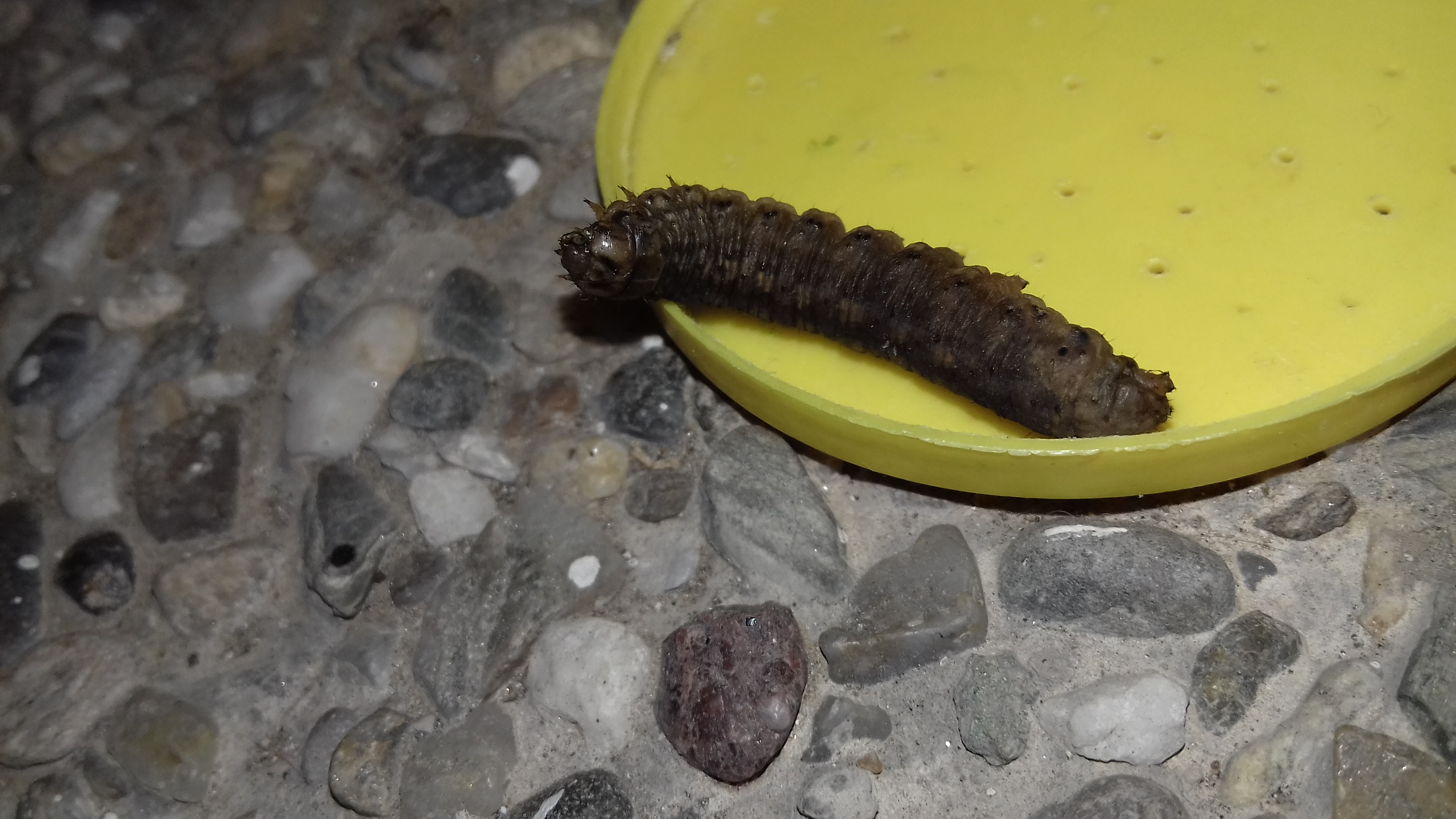
Dospělá housenka osenice polní

Osenice polní se vyskytuje téměř po celé Evropě včetně jižní Skandinávie a také v severní Africe a v Asii. Žije v otevřené krajině, nejčastěji v zemědělských oblastech, kde často působí jako škůdce. Největší škody páchají nejen v zelinářských a obilnářských oblastech, ale i v lesních školkách mladých modřínů, borovic a dalších dřevin.

## Ekologie
Osenice polní se řadí mezi nejškodlivější druh můr v Evropě. V konkrétních letech se lze v některých oblastech střední Evropy setkat i s 60 % napadených hlíz, z nichž 12 % se nedá použít jinak než jako krmivo pro domácí zvěř. Silně mohou poškodit řepku nebo slunečnici (může dojít k zaorání celé plochy). Často se také objevují u květáku, zelí, tuřínu, řepy, brambor a tabáku.